# 矶崎新之门
矶崎新之门是西班牙巴斯克自治区毕尔巴鄂的一组双子塔，也是巴斯克最高的住宅楼，由日本建筑师矶崎新设计。楼高83米，有23 层。最下两层为混合商业用途，其余楼层为住宅。双子塔是五栋楼组成的建筑群的一部分。另外三座建筑的高度在六到八层之间。
“Atea”在巴斯克语中意为“门”；该建筑可以视为从内维翁河对岸进入市中心，即19世纪扩展区（Ensanche）的入口，两座塔楼之间的楼梯通过人行道直接连接到祖毕祖里桥人行桥。楼梯通向埃西拉街（Ercilla）。